# Ferrari LaFerrari
Ferrari LaFerrari (також знаний як Ferrari F70/F150) — двомісний спортивний автомобіль італійської компанії Ferrari з кузовом купе і гібридним приводом (бензиновий V12 та електричний двигуни), який належить до підкласу суперкар.

## Опис

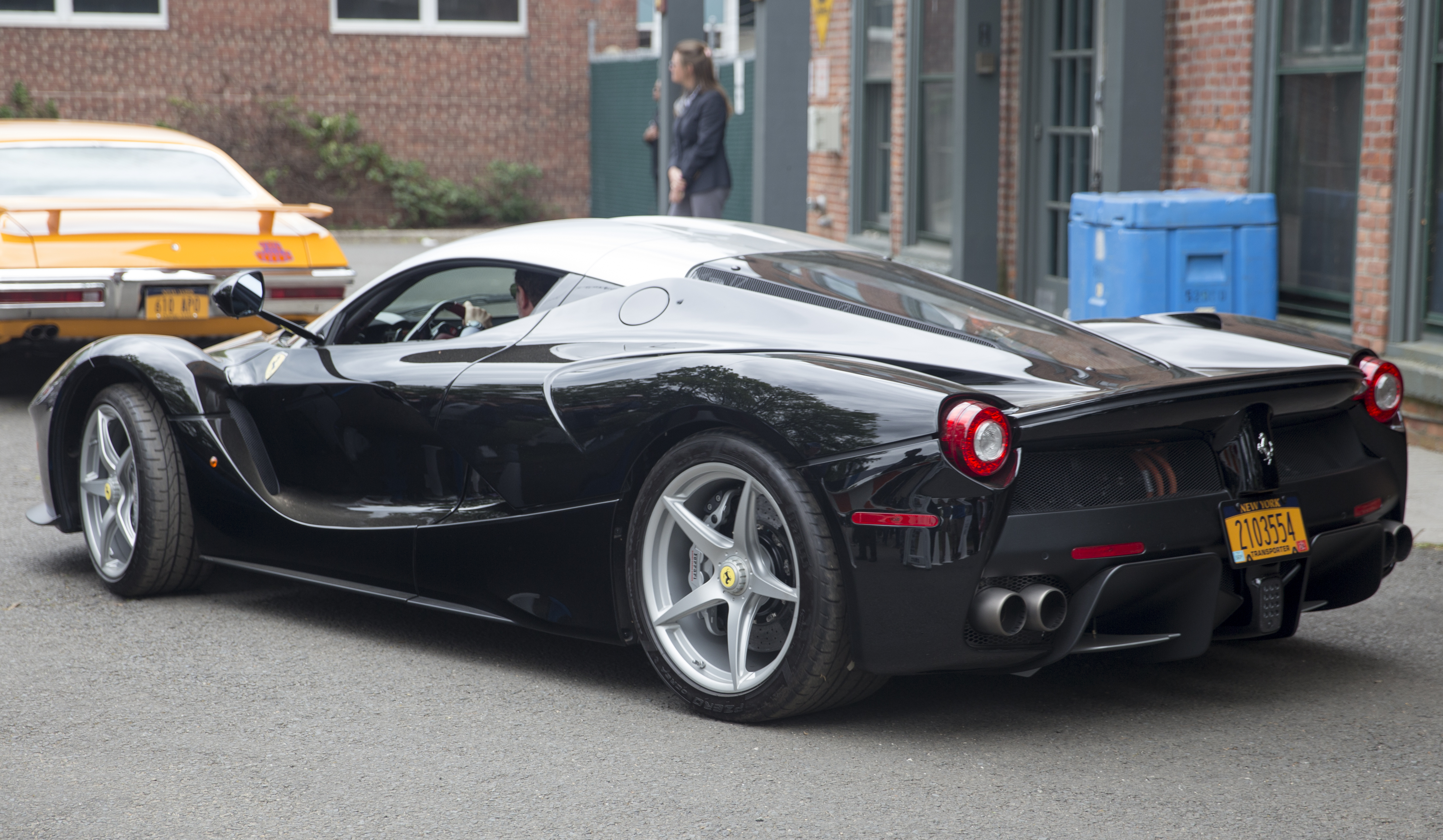
Ferrari LaFerrari

Серійна модель дебютувала на автосалоні в Женеві на початку березня 2013 року. Всього збудовано 499 екземплярів моделі, кожен ціною 1.190.000 євро, та які були наперед розпродані. LaFerrari є найпотужнішою моделлю серійних шляхових Ferrari, які випускалися до цього часу. Автомобіль розвиває сумарно 963 кінські сили і понад 900 Нм. 
Під капотом Ferrari знаходиться бензиновий атмосферний агрегат 6.3 L F140FE V12 з безпосереднім уприскуванням, який видає 800 к.с. (700 Нм) та два повноцінних допоміжних електромотора — один встановлений всередині 7-ступеневої роботизованої трансмісії з двома зчепленнями і відповідає за подачу додаткової потужності на задні колеса, другий же електричний агрегат живить лише допоміжне обладнання. Електромотори розвивають потужність 163 к.с.
Блок акумуляторів важить 60 кг, а їх зарядка відбувається двома способами: при рекуперативному гальмуванні або коли у двигуна з'являється «зайвий» крутний момент (в поворотах), який перетворюється на енергію.

### Динамічні характеристики
- Макс. швидкість — 340 км/год
- Прискорення 0-100, -200, -300 км/год — 2.9, -7, -15 сек.

## Ferrari LaFerrari Aperta

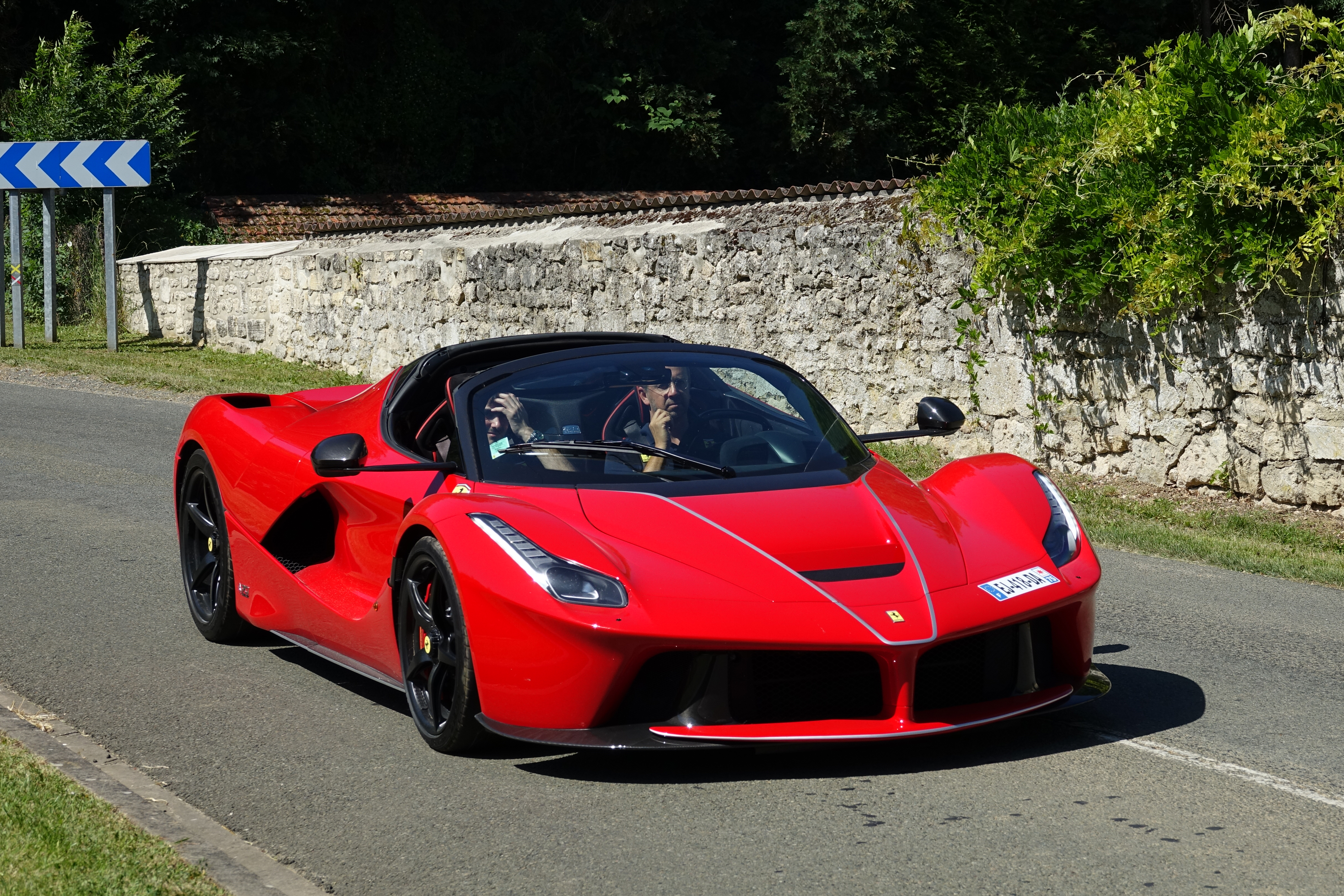
Ferrari LaFerrari Aperta

В 2016 році дебютувала відкрита версія моделі Ferrari LaFerrari Aperta. Всього виготовили 210 суперкарів Aperta. Технічні характеристики моделі аналогічні моделі купе LaFerrari.

## Ferrari FXX-K

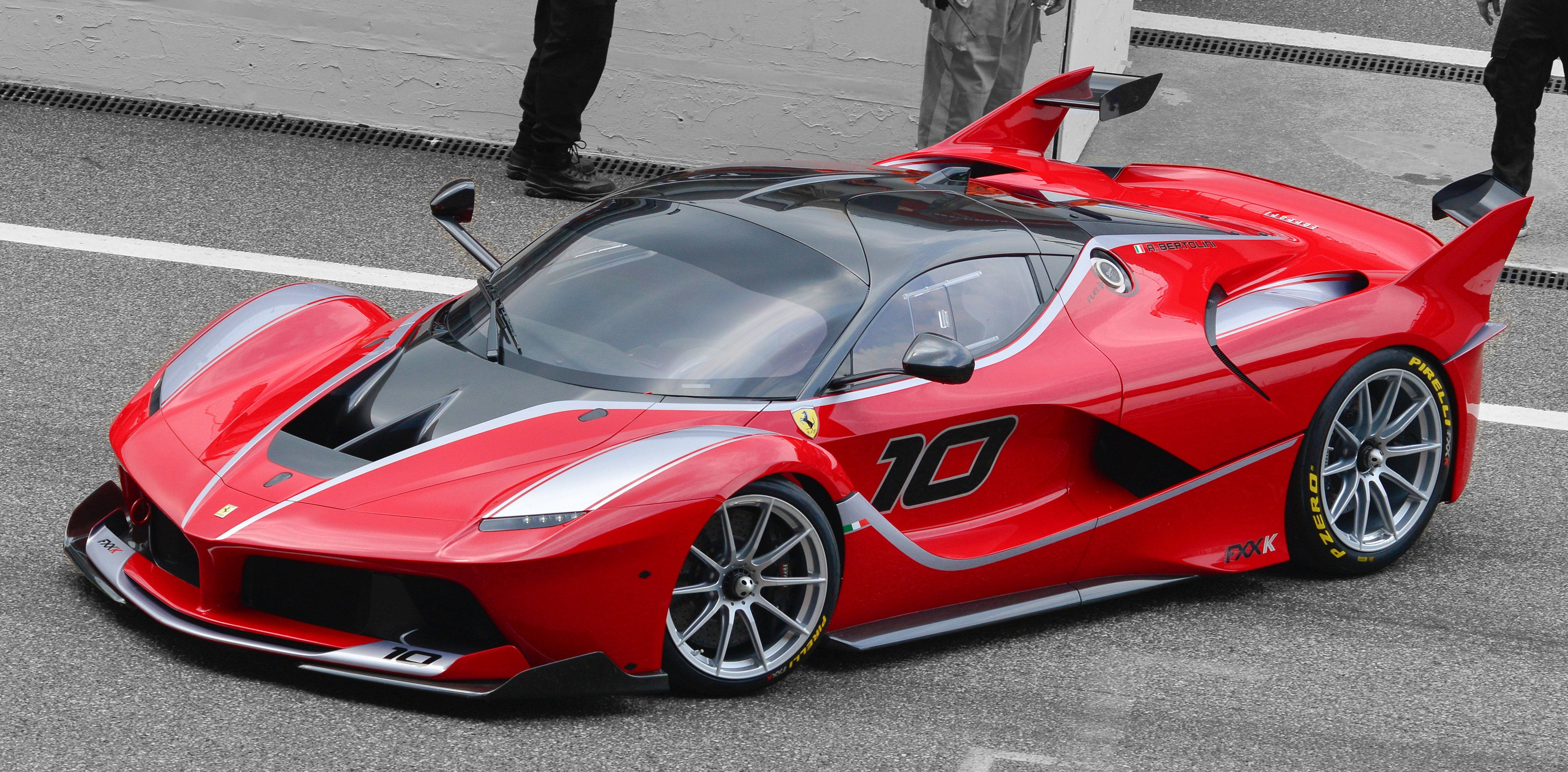
Ferrari FXX-K

Ferrari FXX-K — високошвидкісний гоночний прототип італійської компанії Ferrari, створений на базі Ferrari LaFerrari, і був виготовлений в кількості 40 штук в 2015—2017 роках. Буква K вказує на систему рекуперації енергії KERS.

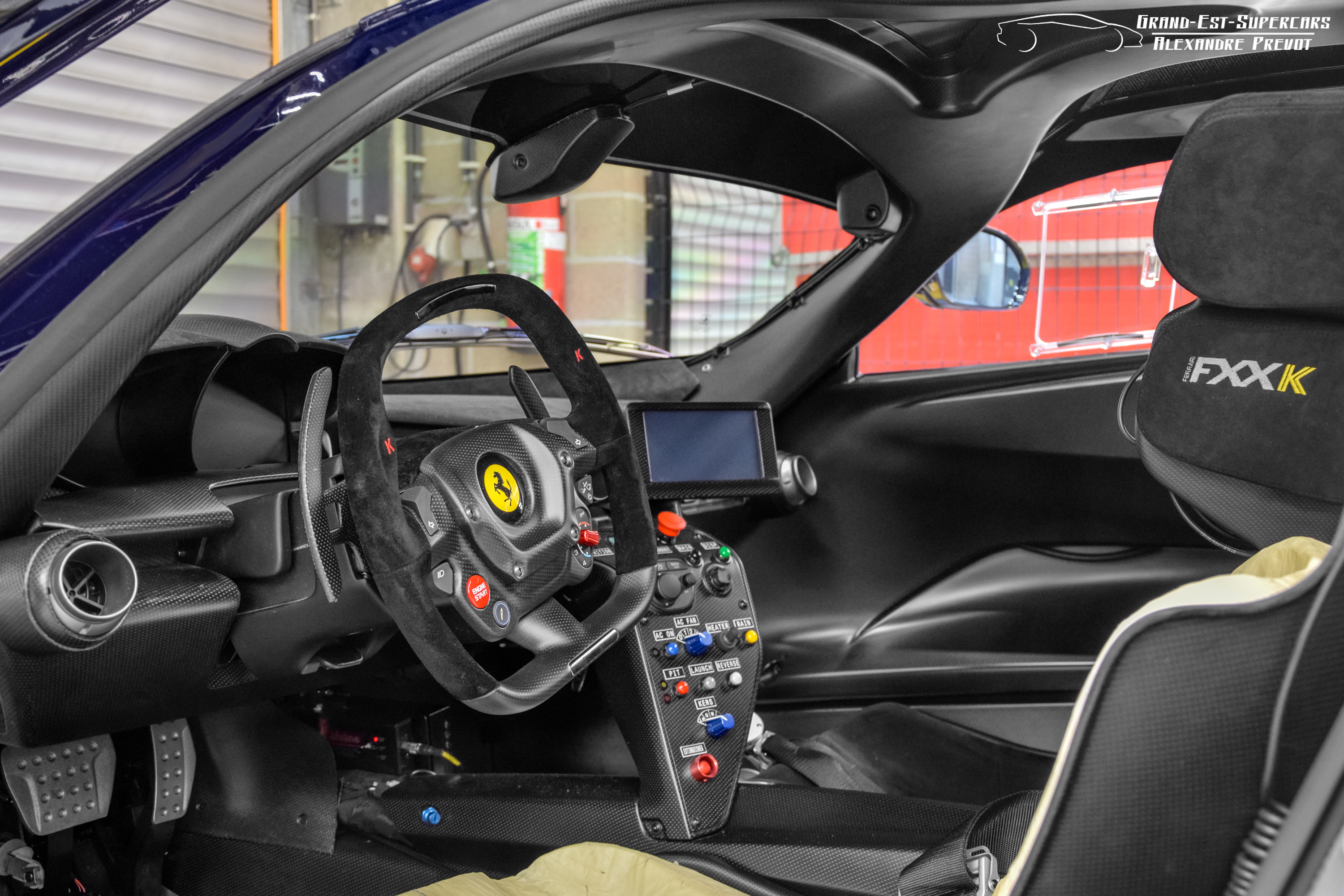

Нові аеродинамічні елементи FXX-K в режимі низького лобового опору генерують на 50% більшу притискну силу, ніж у LaFerrari, а в режимі максимального притиску - на 30% більшу (вона виросла до 540 кг при 200 км/год). Електроннокерований диференціал E-Diff і система контролю тяги F-Trac тут перекалібрувані з урахуванням нових можливостей шасі і установки сліків. F-Trac враховує не тільки прискорення по всіх трьох осях, але і тиск в шинах, і їхню температуру. Купе також отримало гоночну версію системи контролю кута ковзання Racing SSC. Модель зберегла адаптивні амортизатори і вуглекерамічні гальма Brembo.
Автомобіль розвиває сумарно 1050 кінських сил і понад 900 Нм. Під капотом Ferrari знаходиться бензиновий атмосферний агрегат 6.3 L F140 V12 з безпосереднім уприскуванням, який видає 860 к.с. та два електродвигуни потужністю 190 к.с. 

### Ferrari FXX-K Evoluzione

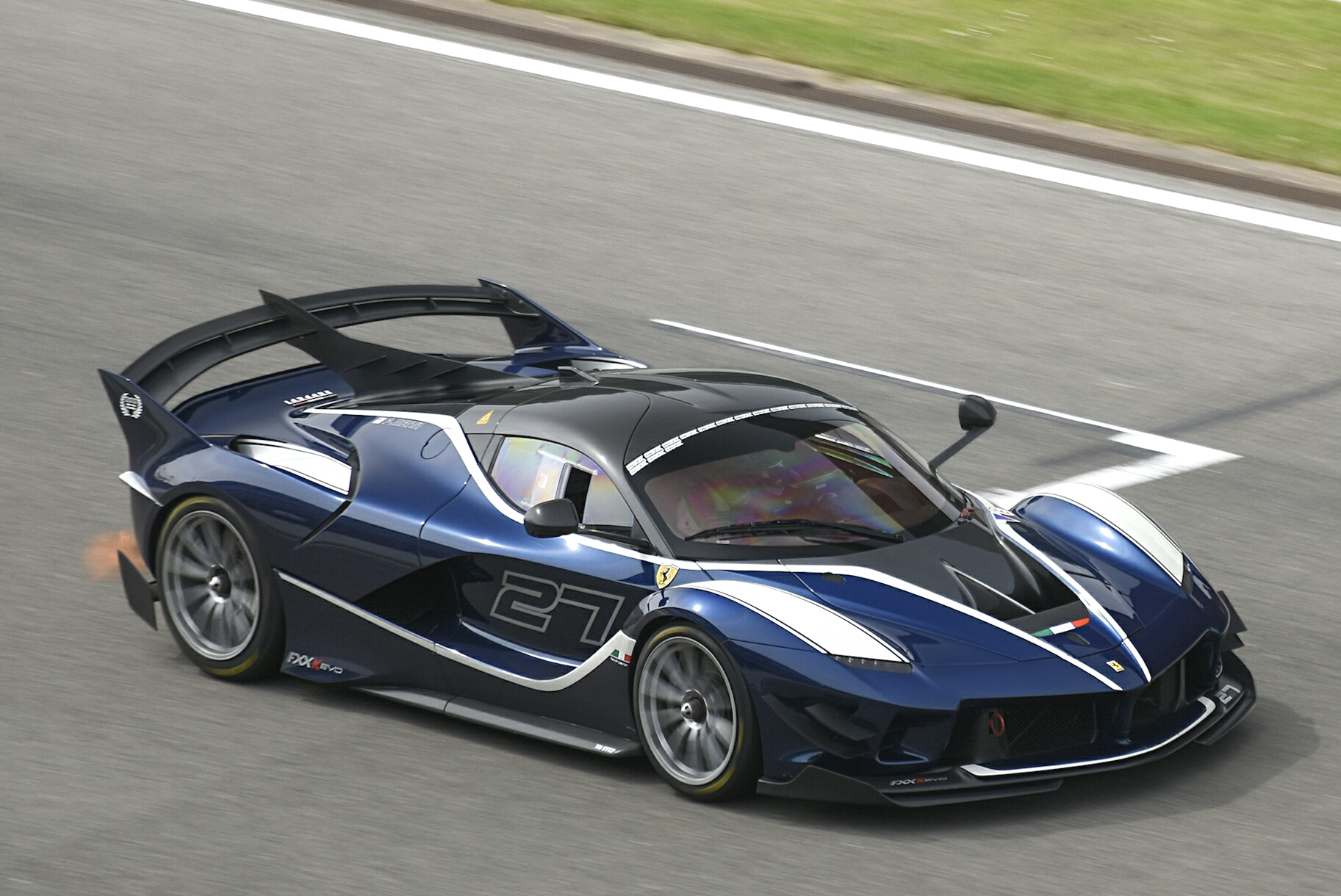
Ferrari FXX-K Evoluzione

FXX-K Evo був представлений на Ferrari Finali Mondiali 2017 28 жовтня 2017 року в Стазіоне Леопольда у Флоренції під час святкування 70-річчя Ferrari. Це аеродинамічний пакет, доступний для існуючих Ferrari FXX-K. Пакет Evo дозволяє автомобілю отримати на 23% більше притискної сили, ніж у стандартній FXX-K і на 75% більше, ніж у LaFerrari завдяки модифікованій передній частині, великому задньому крилу та дифузорам кузова. Показники продуктивності та ваги невідомі, але, згідно з розрахунками виробника, зменшення ваги на 90 кг (198 фунтів).

## Виноски
1. ↑  Auto-Motor-und-Sport [Архівовано 6 травня 2014 у Wayback Machine.], Nr. 10, 30. April 2014